# Agostino Masucci

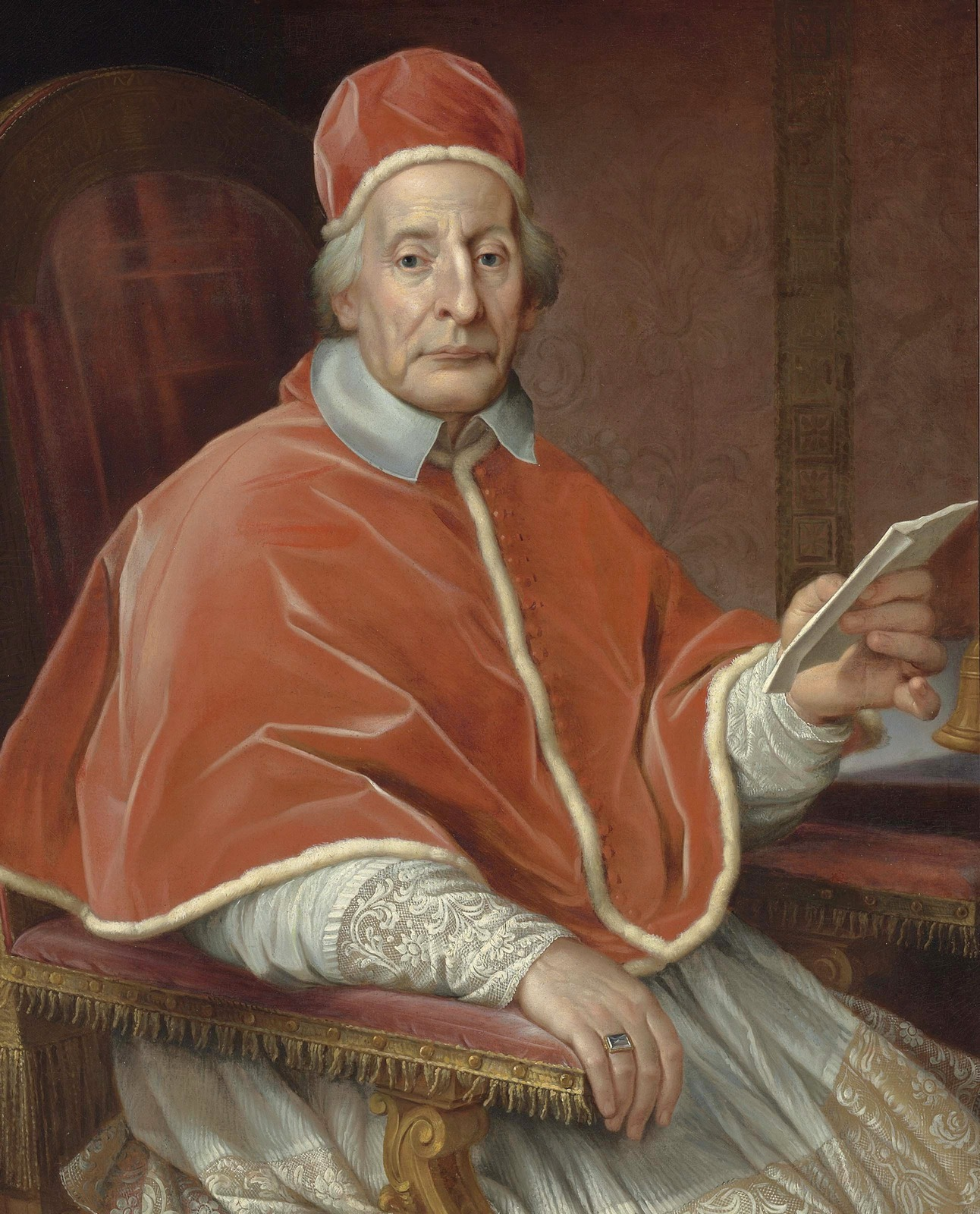
Papst Clemens XII.
Maler: Agostino Masucci

Agostino Masucci (* 29. August 1690 in Rom; † 19. Oktober 1768 ebenda) war ein italienischer Historienmaler, Porträtmaler und Zeichner.

## Leben
Masucci war der Sohn des Francesco Massucci und dessen Frau Margherita (geborene Simonetti). Er war zunächst Schüler von Andrea Procaccini (1671–1734), dann der letzte Schüler von Carlo Maratta. Er wurde künstlerisch durch Guido Reni und Raffael beeinflusst. In seiner Malerei war er der Pionier einer Vorstufe des Klassizismus, die schon in den 1720/1730er Jahren in Rom florierte, und einer neuen Art der Porträtmalerei. Seine Förderin war die spanische Königin und Malerin Isabel de Farnesio. Im Jahr 1724 wurde er Mitglied an der Akademie San Luca in Rom. Eines seiner Werke stellte den Heiligen Bonnaventura in Urbino dar.
Zu seinen Schülern gehörten Pompeo Batoni, Gavin Hamilton und Johann Zoffany sowie die beiden Brüder Giuseppe und Stefano Pozzi.
Sein Sohn war der Maler Lorenzo Masucci (1726–1785).